# Цибулівка (річка)
Цибулі́вка — річка в Україні, у Монастирищенській міській громаді Черкаської області. Права притока Гірського Тікичу (басейн Південний Буг).

## Опис
Довжина річки 11 км, похил річки — 3,9 м/км. Площа басейну 52,8 км².

## Розташування
Бере початок на північно-західній стороні від Летичівки. Тече переважно на північний схід через Антоніну та Цибулів і впадає у річку Гірський Тікич, праву притоку Тікичу. 
Річку перетинає автошлях Т 2403.

## Галерея

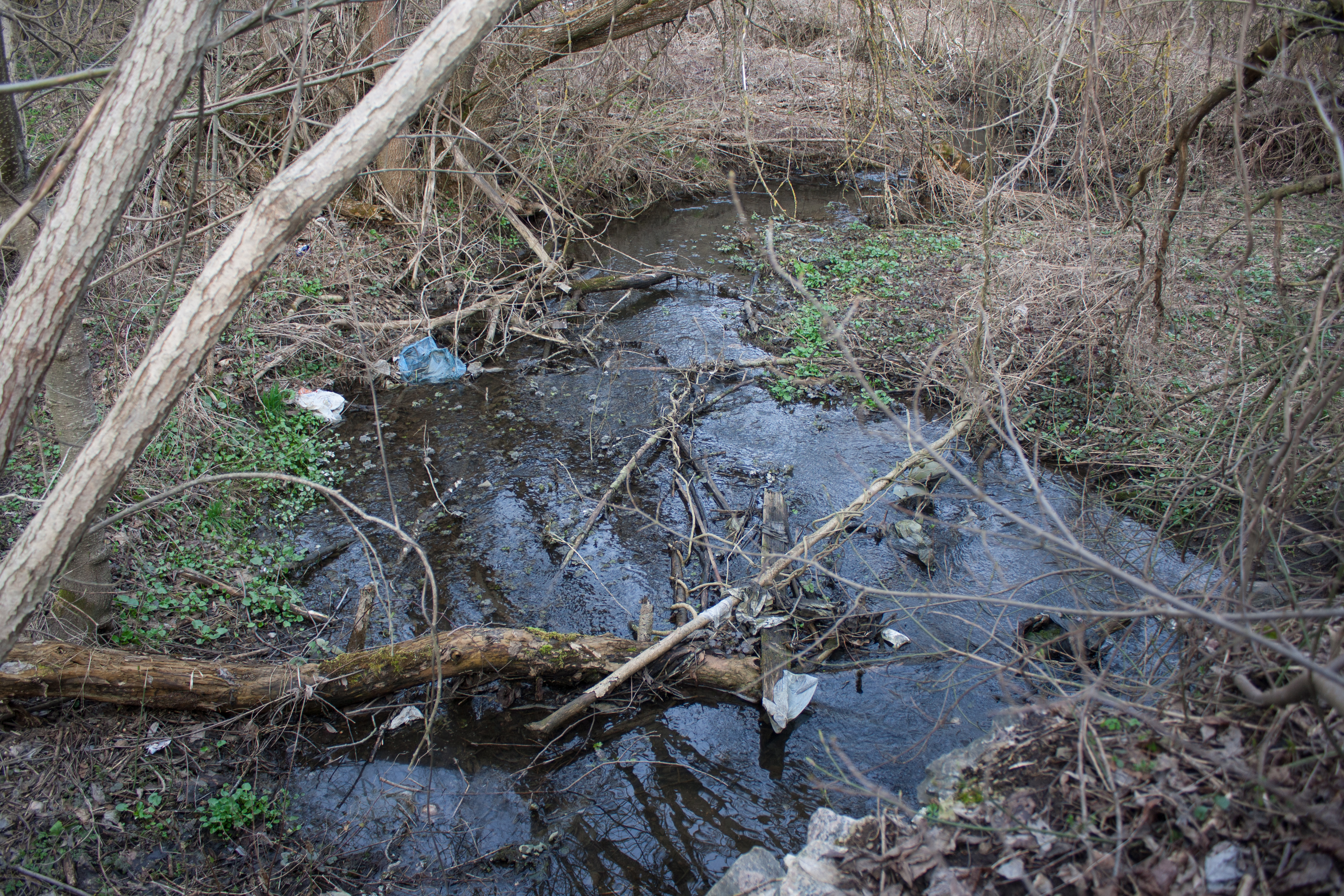
Річка на околиці села Антоніна
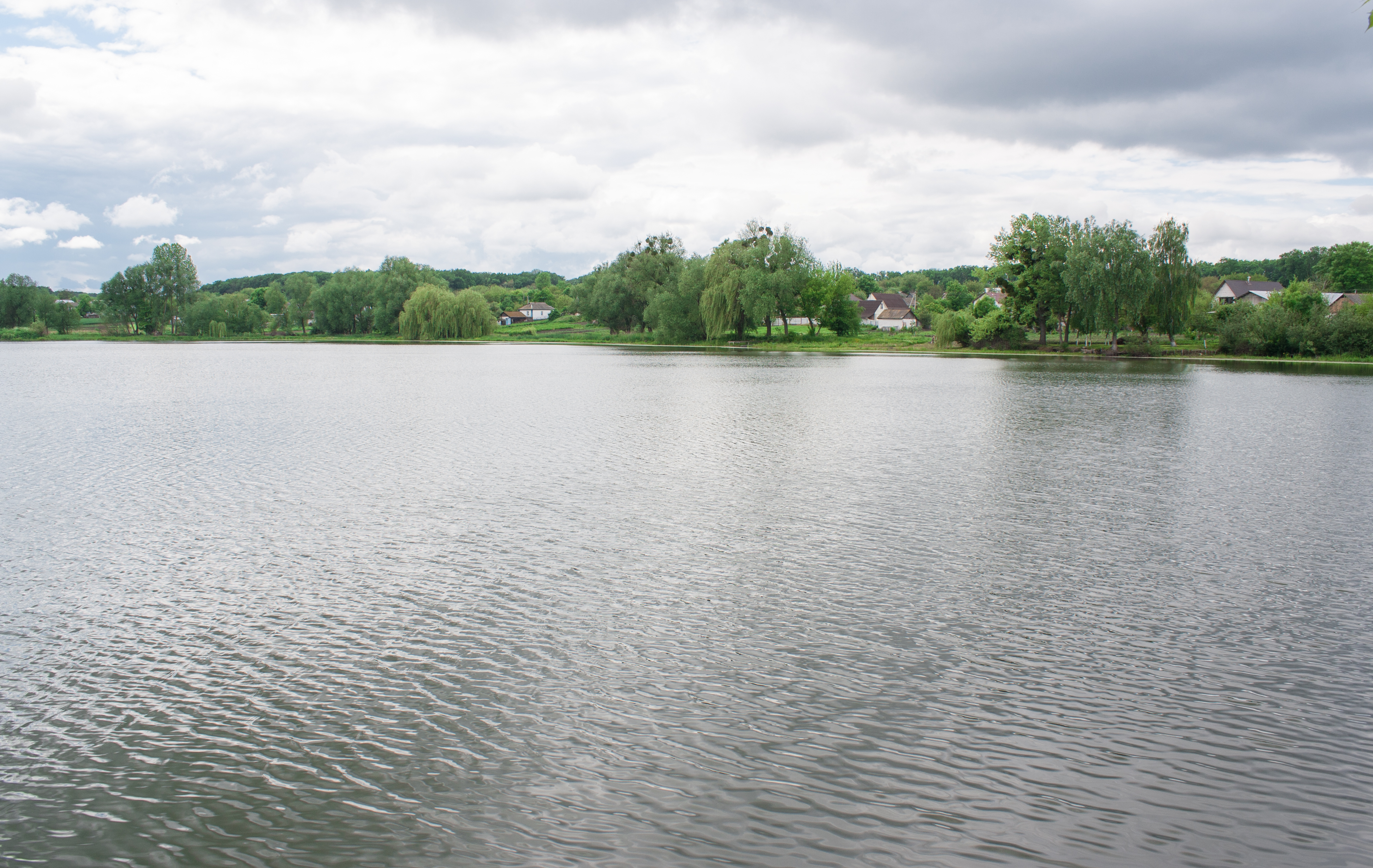
Ставок на річці у смт Цибулів